# تل بهمن
تل بهمن مربوط به دوران پیش از تاریخ ایران باستان است و در شهرستان بیضا، بخش بیضاء، روستای دشمن زیاری واقع شده و این اثر در تاریخ ۱۲ بهمن ۱۳۸۱ با شمارهٔ ثبت ۷۱۷۵ به‌عنوان یکی از آثار ملی ایران به ثبت رسیده است.